# Dansk Bordfodbold Forbund
Dansk Bordfodbold Forbund (DBF) blev startet i 1997. Det var en udspringer af en turnering der blev afholdt hver tirsdag på Kulkafeen i midten af København.
DBFF står for al officiel bordfodbold i Danmark.
DBFF er i dag vokset til 5 klubber der ligger i henholdsvis København, Århus, Aalborg, Odense og Kolding. Der er ca. 600 spillere registreret under DBFF.
Hvert år, typisk i oktober, bliver der afholdt Danmarksmesterskaber.
DBFF deler lokaler med Hovedstadens Bordfodbold Forening på Ahlefeldtsgade 18, kld. tv., 1359 København K.